# Шилоклювые райские птицы
Шилоклювые райские птицы, эпимахи, или райские удоды (лат. Epimachus) — род птиц из семейства райских птиц. Ранее этот род включали в состав семейства удодовых (Upupidae). Эти птицы распространены на Новой Гвинее. У них яркое оперение, длинный изогнутый клюв и длинные хвостовые перья. Epimachus meyeri населяет низменные и горные влажные субтропические и тропические леса, Epimachus fastuosus — в горных влажных лесах.
В состав рода включают два вида:
- Epimachus fastuosus (Hermann, 1783) — Красная шилоклювая райская птица
- Epimachus meyeri Finsch, 1886 — Бурая шилоклювая райская птица